# 天の川の起源 (ティントレット)
『天の川の起源』（あまのがわのきげん、伊: Origine della Via Lattea, 英: The Origin of the Milky Way）は、イタリアルネサンス期のヴェネツィア派の巨匠ティントレットが1575年から1580年頃に制作した絵画である。
主題は天の川の誕生にまつわるギリシア神話の英雄ヘラクレスと女神ヘラ（ローマ神話のユノ）のエピソードから取られている。ティントレットの代表的な神話画である本作品は一般的に神聖ローマ皇帝ルドルフ2世の発注によって制作されたと考えられており、オルレアン・コレクションに所属したのち、アイルランドのダーンリー伯爵ブライ家のコレクションを経て、ロンドンのナショナル・ギャラリーに所蔵されていた（現在は展示されていない）。

## 主題
シケリアのディオドロスによると、ヘラクレスの母アルクメネはヘラの嫉妬を恐れ、生まれたばかりの赤子を野に捨てた。しかしヘラがこの近くを通ったとき、お供をしていたアテナは赤子を発見してその資質に驚異を感じ、赤子に母乳を与えるようにとヘラに頼み込んだ。しかしヘラクレスが赤子とは思えない力でヘラの乳房をつかんだので、あまりの痛さに女神は赤子を突き放したが、赤子が母乳を飲むのを見たアテナは、彼をアルクメネのもとに連れて行き、育てるよう勧めた。いくつかの文献は天の川の起源がこのエピソードにあると主張している。それによるとヘラクレスに乳を与えるため、ヘルメスは彼を眠っているヘラの寝所に行って吸わせた。しかし吸う力があまりに強く、ヘラは激痛で目を覚まし、ヘラクレスを払いのけたので、たくさんの母乳がこぼれ、天の川になった。この物語が芸術作品の主題となることはまれだが、アレッサンドロ・ヴィットーリアによってトンマーゾ・ランゴーネを記念するメダルの裏に彫刻されている。また後にフランドルの巨匠ピーテル・パウル・ルーベンスや彫刻家ヨハン・ニクラス・ビストレムも同じ主題で作品を制作している。

## 制作背景

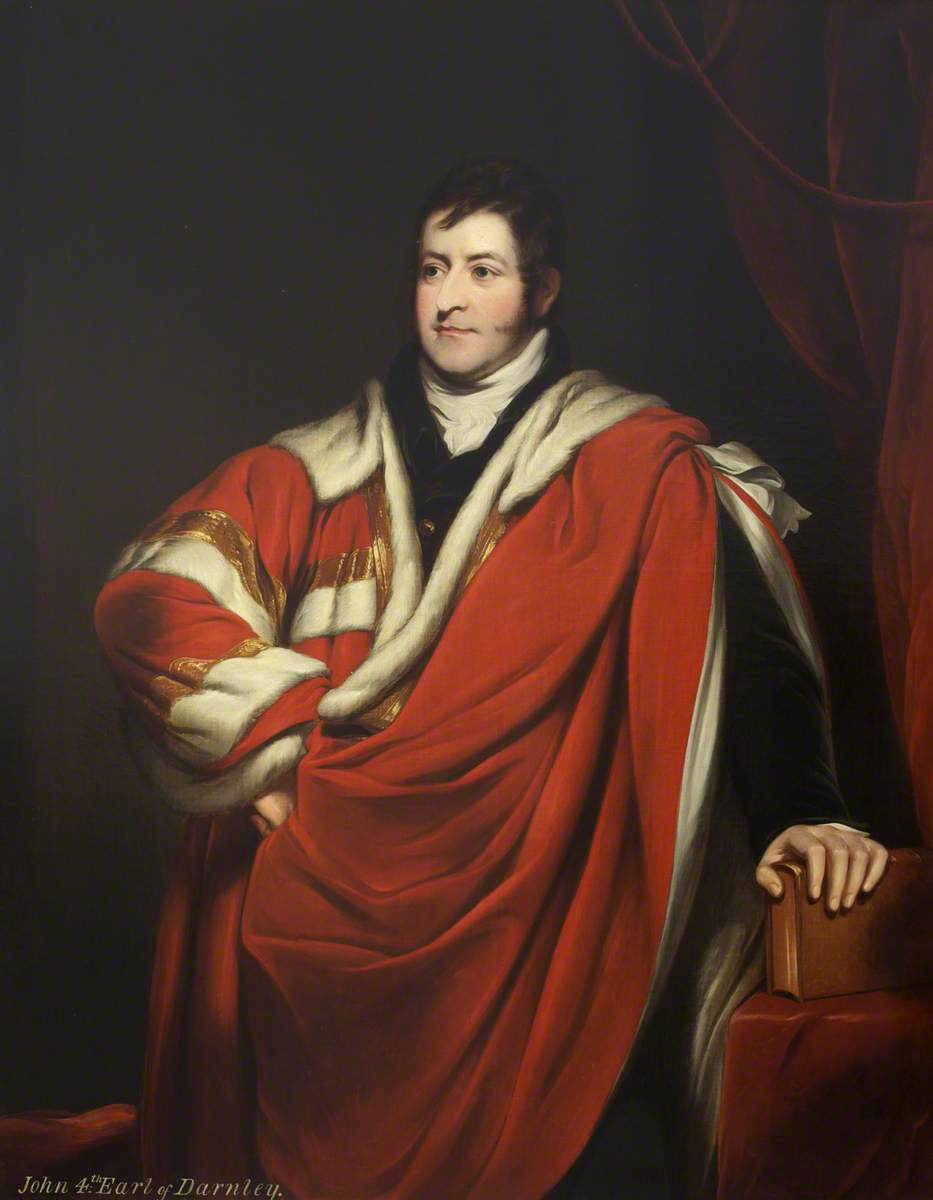
1831年にオルレアン・コレクションから絵画を購入した第4代ダーンリー伯ジョン・ブライ。1781年から1831年。トーマス・フィリップス画。マウント・ステュワート所蔵。

ティントレットの伝記作家としても知られる画家カルロ・リドルフィによると、ティントレットは皇帝ルドルフ2世の発注で神話をモチーフとする寓意画の連作4点を制作し、そのうち3点がヘラクレスに関するものと述べているため、本作品はその中の1点ではないかと考えられている。
発注主に関する異なる説ではトンマーゾ・ランゴーネとの関連が指摘されている。この人物は医師、占星術師であり、パドヴァ大学で学んだのち、モデナ、マントヴァの宮廷で働き、ヴェネツィアで薬を販売して財産を築いてからはパトロンとして建築の改修に資金を提供したり、芸術家に仕事を依頼した。トンマーゾはティントレットとも密接なつながりがあり、聖マルコ同信会館のために聖マルコの奇跡に関する一連の作品を発注している。そこで本作品もトンマーゾに発注された可能性が指摘されている。

## 作品
ティントレットは雲の上のベッドに横たわって眠るヘラが幼児のヘラクレスに授乳する場面を鮮やかな色彩で描いている。宙を舞うゼウスによって差し出されたヘラクレスはヘラの乳房を口に含んでいるが、彼の吸う力があまりに強いためにヘラは驚き、両の乳房から母乳を噴き出させている。この場合、眠るヘラに授乳させているのはヘルメスではなくゼウスであり、そのことは画面中央を飛翔する鷲によって表現されている。鷲はゼウスを表す典型的なアットリビュートであり、その両脚にゼウスの雷であるケラウロスをつかんで運んでいる。対して画面左端に描かれている孔雀はヘラを表すアトリビュートである。ヘラは真珠をあしらったブレスレットと頭飾りを身に着けている。また彼女のベッドにも多くの真珠があしらわれている。
ヘラの左の乳房からこぼれた母乳は天に昇って天の川の星になり、右の乳房の母乳は地上に落下している。本来、この作品のキャンバスは現在の正方形に近い形ではなく、縦に長い形をしており、テントレットは画面の下部で地上に落下したヘラの乳から百合の花が生まれる様子を描いていたが、画面の下約3分の1が切り取られて残っていない。しかし絵画が切断される以前のオリジナルを模写したと思われる作品がドイツのプライベートコレクションに残されているので、本来の姿を確認することができる。それによると失われた部分では生い茂る草花と百合のうえに横たわる大地の女神の姿が描かれていた。この植物の痕跡は画面右下にわずかに見ることができる。おそらくティントレットは10世紀にコンスタンティノス7世のために編纂された農学と植物学の書『ゲオポニカ』に引用されているカッシアヌス・バッススの神話のバージョンを知っていたと思われる。この書はイタリア語に翻訳され、16世紀半ばにヴェネツィアで印刷された。そこではゼウスはヘラクレスに不死を与えるため、眠るヘラに授乳させようとしたが、カッシアヌスによるとヘラの母乳のうち大地に落ちたものは百合の花になったと言われている。したがって本作品は天の川の誕生だけを描いているのではなく、正確には1枚の絵に天の川と百合の花の2つの誕生を描いている。
ティントレットが『ゲオポニカ』に基づいて制作した理由は、本作品がトンマーゾの発注で制作されたと考えたときに説得力のある説明ができるかもしれない。医師であり占星術師であったトンマーゾにとって天の川の起源の主題は重要な天文学と植物学を反映し、加えて医学の寓意として機能する可能性がある。特にゼウスがヘラクレスに不死を与えようとする主題はトンマーゾの長寿に対する関心と関係がある。
アクロバティックに宙を舞うゼウスやプットーの構図はティントレットの特徴がよく表れている。初めて大きな評判を得た『奴隷を救う聖マルコ』で劇的な構図を用いたように、ジョルジョーネに代表されるような、それまでのヴェネツィア派の静けさが漂う牧歌的な作風はティントレットには見られない。画家はまたプットーたちに網、鎖、松明、弓矢を持たせることで寓意的な意味を画面に与えている。

## 来歴
『天の川の起源』は1648年のプラハの戦いによる略奪でスウェーデン軍に持ち去られたのち、女王クリスティーナのコレクションとなった。絵画は1724年までにオルレアン・コレクションに加わり、パリのオルレアン公フィリップ1世の邸宅パレ・ロワイヤルの戸外に飾られている。オルレアン・コレクションがイギリスに持ち込まれたとき、美術史家・美術商のマイケル・ブライアンにわずか50ギニーで売却されたのち、1831年に第4代ダーンリー伯ジョン・ブライによって購入された。ダーンリー伯が購入した絵画は他にもティツィアーノ・ヴェチェッリオの『男の肖像』（Ritratto d'uomo, 1510年頃）、『エウロペの略奪』（Ratto di Europa, 1559年-1562年）、『ヴィーナスとアドニス』（Venere e Adone, 1560年頃のヴァリアント）、パオロ・ヴェロネーゼの連作『四つの愛の寓意』（L'allegoria dell'amore, 1570年頃）などが知られている。これらの絵画はダーンリー伯の所有するケント州コブハムのコブハム・ホールで飾られた。絵画は半世紀以上の間、ケントに留まっていたが、1890年に第6代ダーンリー伯ジョン・ブライ によってロンドンのナショナル・ギャラリーに1,310ポンド10シリングで売却された。

## ギャラリ－
ダーンリー伯爵家が所有した絵画は主に以下の作品がある。

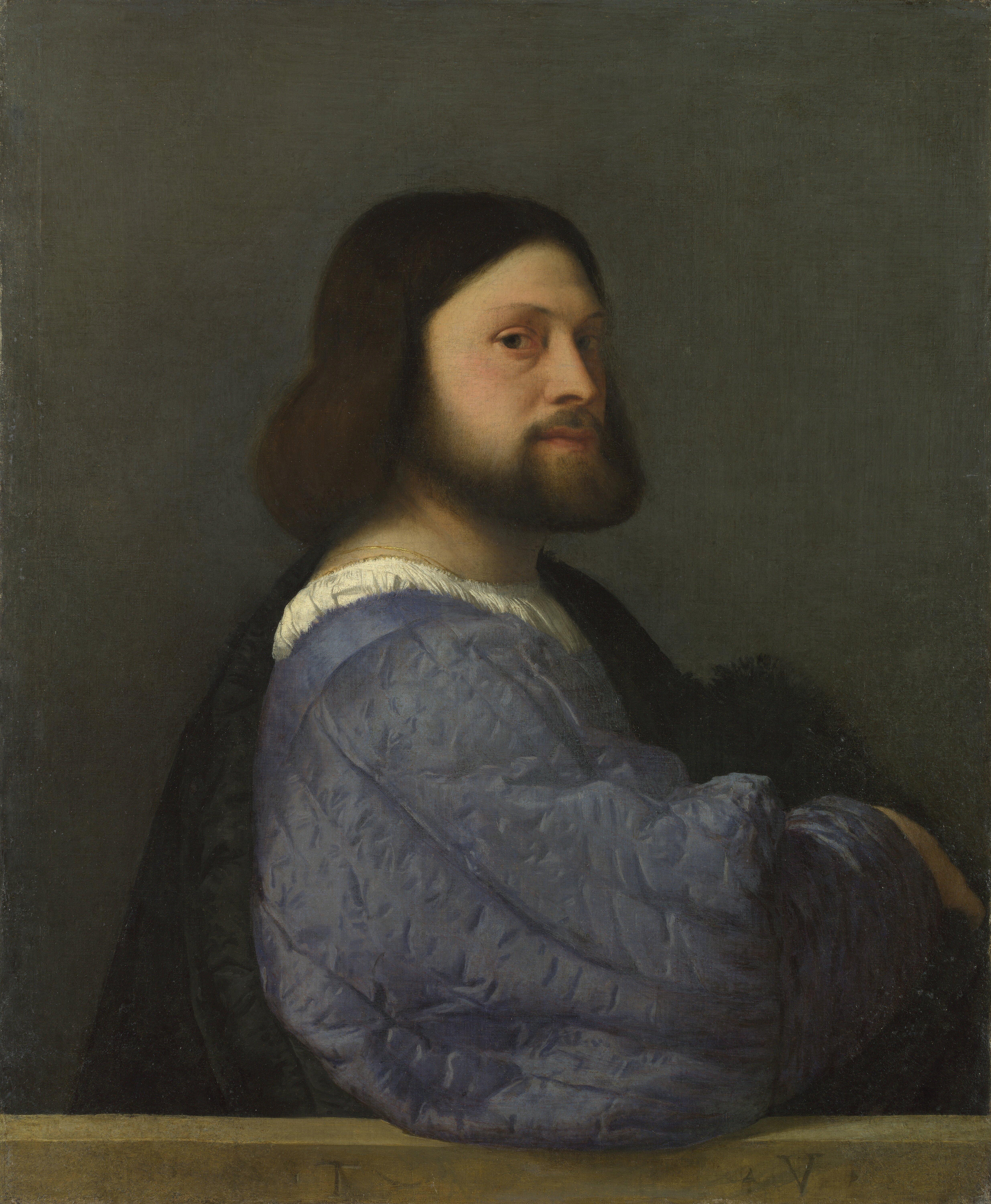
『男の肖像』1510年頃 ナショナル・ギャラリー所蔵
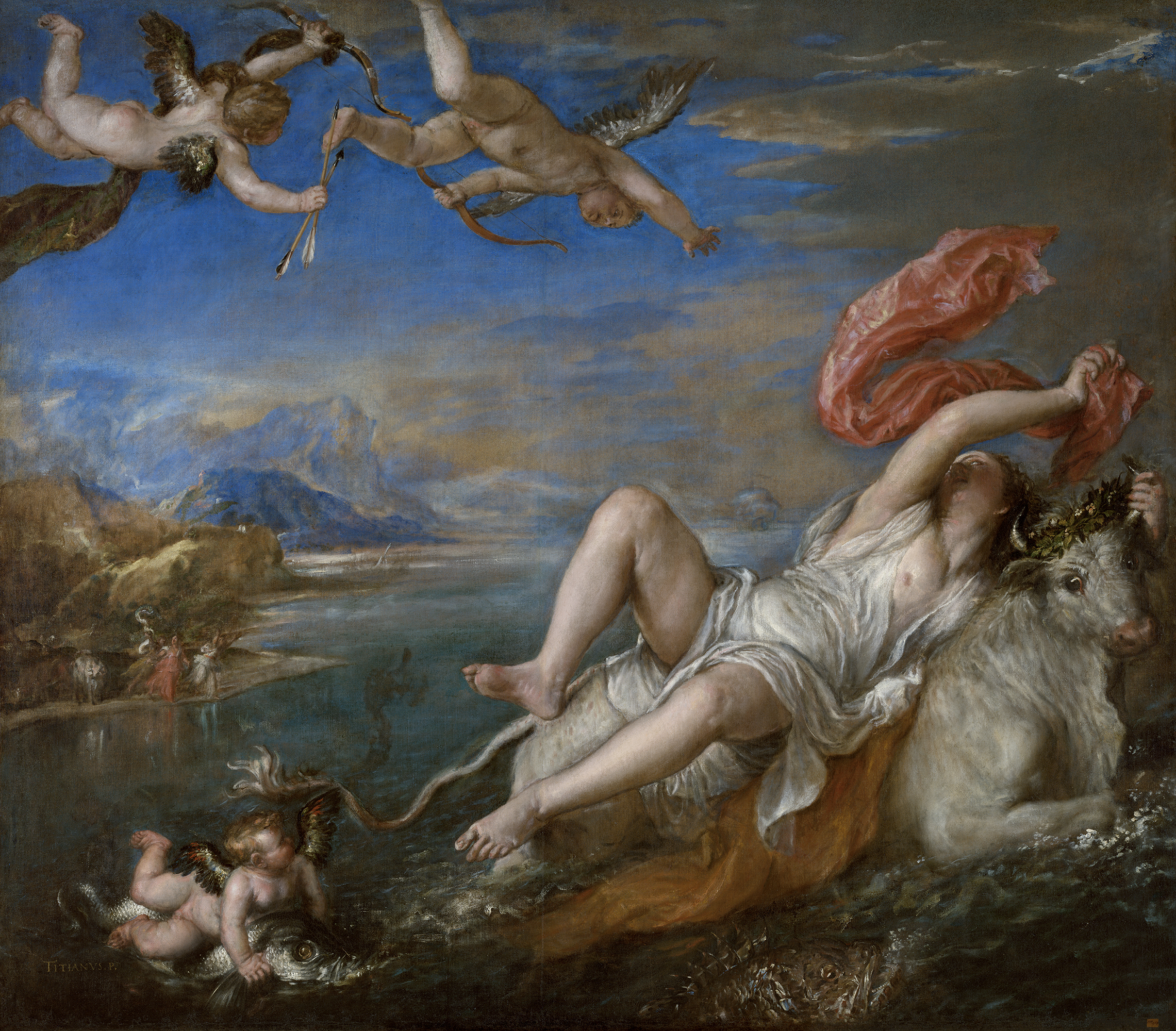
ティツィアーノ・ヴェチェッリオ『エウロペの略奪』1559年-1562年 イザベラ・スチュアート・ガードナー美術館所蔵
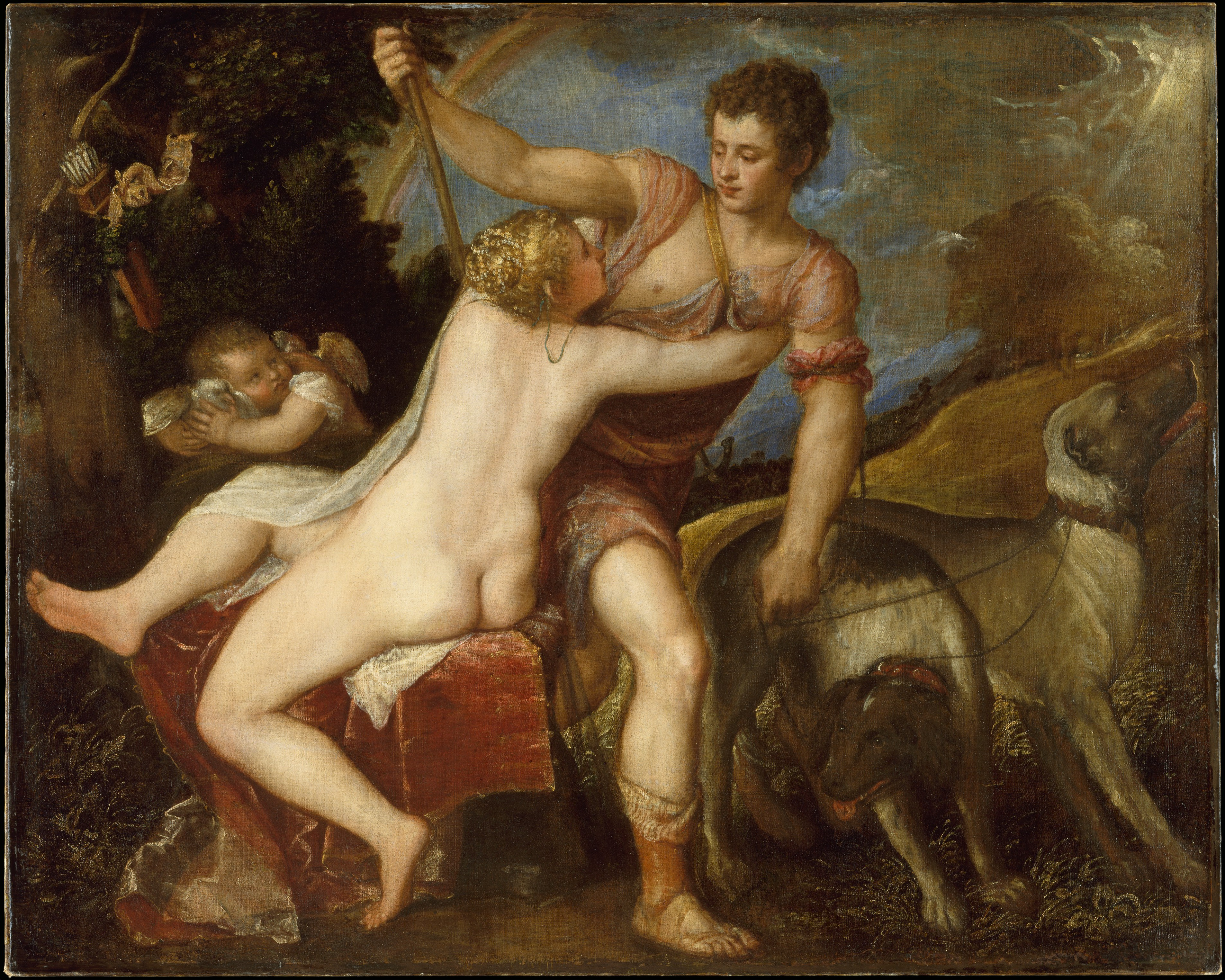
ティツィアーノ・ヴェチェッリオ『ヴィーナスとアドニス』1560年頃 メトロポリタン美術館所蔵
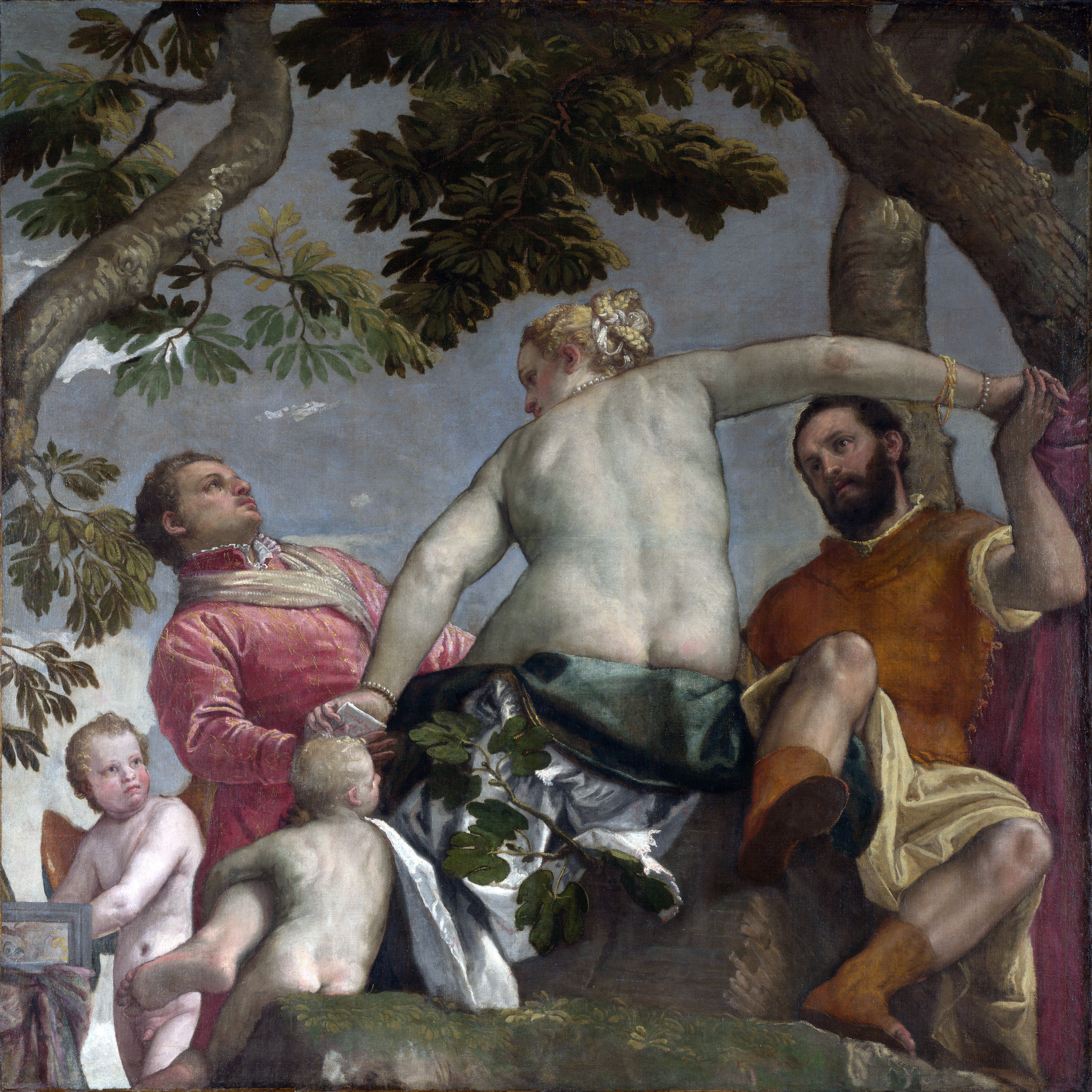
パオロ・ヴェロネーゼ『四つの愛の寓意』1570年頃 ロンドン・ナショナル・ギャラリー所蔵
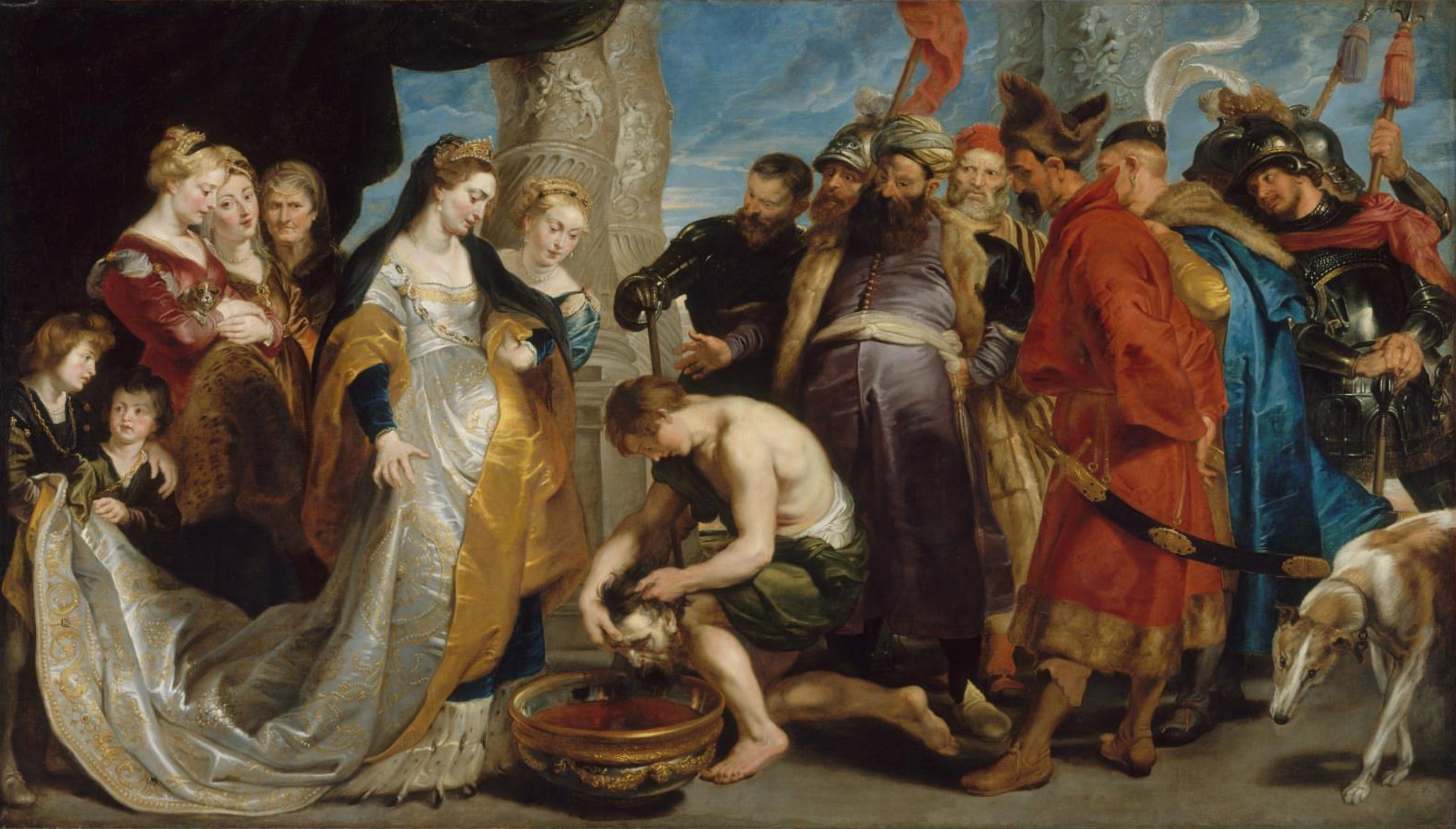
ピーテル・パウル・ルーベンス『女王トミュリスにもたらされたキュロスの生首』1622年頃から1623年頃の間 ボストン美術館所蔵